# أحلى الأوقات (فلم)
أحلى الأوقات فيلم مصري من إنتاج عام 2004، وهو أول فيلم تخرجه هالة خليل، التي كتبت قصته، وقام وسام سليمان بكتابة السيناريو والحوار.

## قصة الفيلم
تبدأ قصة الفلم بوفاة والدة سلمى فتقرر سلمى ترك منزل زوج والدتها (ربيع) الذي لم يكن يربطها به أي علاقه لكن زوج والدتها يمنعها من ذلك ويطلب منها البقاء حتى نهاية مدة الأربعين وتبقى ثم تبدأ بتلقي رسائل من مجهول تذكرها بكل ماضيها وتبدأ البحث عن صاحب الرسائل وتعتقد أنهن صديقات الدراسة من الحي القديم (شبرا) الذي كانت تعيش فيه مع والدتها ووالدها والذين انقطعت عنهم منذ زواج أمها وتركها الحي والأنتقال إلى الحي الراقي(المعادي).
تلتقي بصديقتها ضحى المخطوبة لشاب يعمل بمحل للكتابة على الكمبيوتر وتعمل معه أيضا ثم تلتقي بيسرية المتزوجة وأم وتعمل في مدرسة للبنات, إلا أن صديقتيها يسرية وضحى لسن هن اللتان أرسلتا الرسائل المجهولة.

## بطولة
- حنان ترك : سلمى
- هند صبري : يسرية
- منة شلبي : ضحى
- مها أبو عوف : والدة سلمى
- حسن حسني : والد سلمي
- سامي العدل : ربيع زوج أم سلمى
- خالد صالح : إبراهيم زوج يسرية
- عمرو واكد : هشام جار سلمى
- أمير كرارة : خطيب ضحى
- أحمد كمال : الأستاذ عبد السلام
- سلوى محمد علي : عزة أخت ربيع
- سلمى غريب : ليلى
- خيري بشارة : ضيف شرف
- سحر كامل

## وصلات خارجية
- مقالات تستعمل روابط فنية بلا صلة مع ويكي بيانات